# Paillis

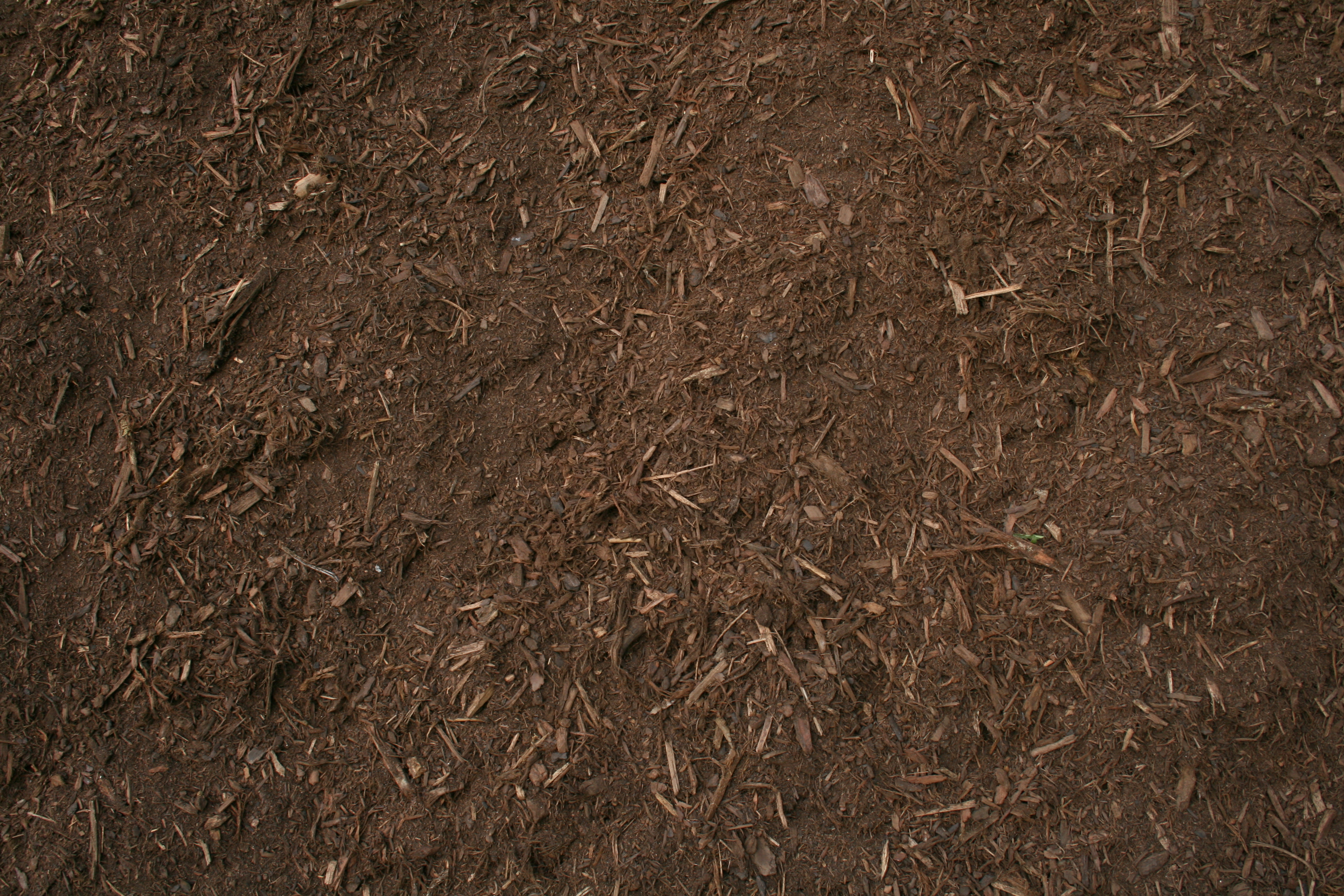
Paillis.

En agriculture et jardinage, le paillis ou mulch est une couche de matériau protecteur posée sur le sol, principalement dans le but de modifier les effets du climat local. Si, à l'origine, le terme dérive de paille, de nombreux autres matériaux naturels ou synthétiques sont utilisés à cet effet. L'opération qui consiste à mettre en place ce matériau est le paillage.

## Objectifs du paillage
- réguler la température du sol en limitant les chocs thermiques (jour/nuit), et en favorisant le maintien de la chaleur dans le sol au printemps et en automne, et au contraire en maintenant une certaine fraîcheur et en limitant les écarts de température pendant la saison estivale chaude ;
- maîtriser le développement des adventices en interceptant le rayonnement solaire nécessaire à la levée de dormance et la germination ;
- ralentir l'évaporation de l'eau et maintenir l'humidité dans le sol, par une barrière limitant la déshydratation induite par le vent et le soleil qui accélèrent l'évaporation ;
- garder le sol meuble et améliorer sa structure pédologique en limitant sa battance (ce qui diminue le besoin de sarclage et binage) ;
- limiter les phénomènes de lessivage et de lixiviation du sol ;
- enrichir le sol en matière organique et en nutriments grâce à la dégradation du matériau de paillage (s'il est biodégradable et non pollué) ;
- repousser certains insectes ;
- améliorer progressivement les conditions de culture, en réfléchissant le rayonnement solaire vers les plantes (si le paillage est de couleur claire), et en procurant une surface propre et sèche aux fruits reposant sur le sol comme les courges, les melons ou les fraises ;
- augmenter la présence de la microfaune utile à la vie du sol, microfaune qui n'évolue pas sur sol nu[1] ;
- permettre que les engins de fauche s'éloignent des arbres, ce qui limite les blessures au collet des arbres.

### Inconvénients
S'il n'est pas bien choisi, adapté ou utilisé, un matériau organique peut pourrir rapidement plutôt que se décomposer progressivement et se transformer en un paillasson formant barrière qui bloque l'eau et l'air, au détriment des cultures.
Certains types de paillage peuvent avoir un léger effet acidifiant sur certains types de sol. C'est le cas par exemple de l'écorce de pin sur sol acide (sur sol à pH neutre ou basique, l'acidification est quasi nulle).

## Matériaux utilisés

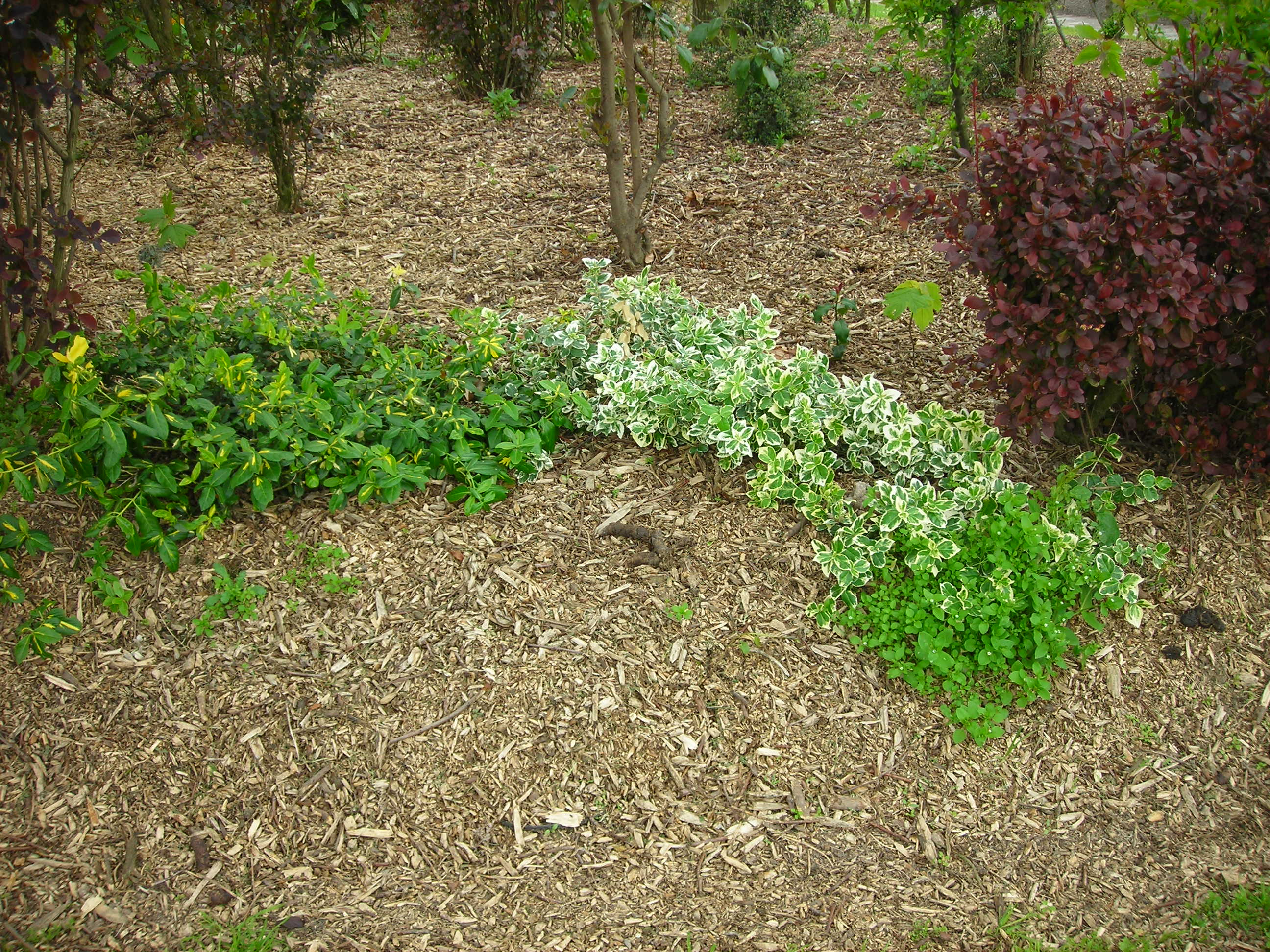
Paillis issus de déchets de taille (Déchets verts) dans un jardin public en Normandie.

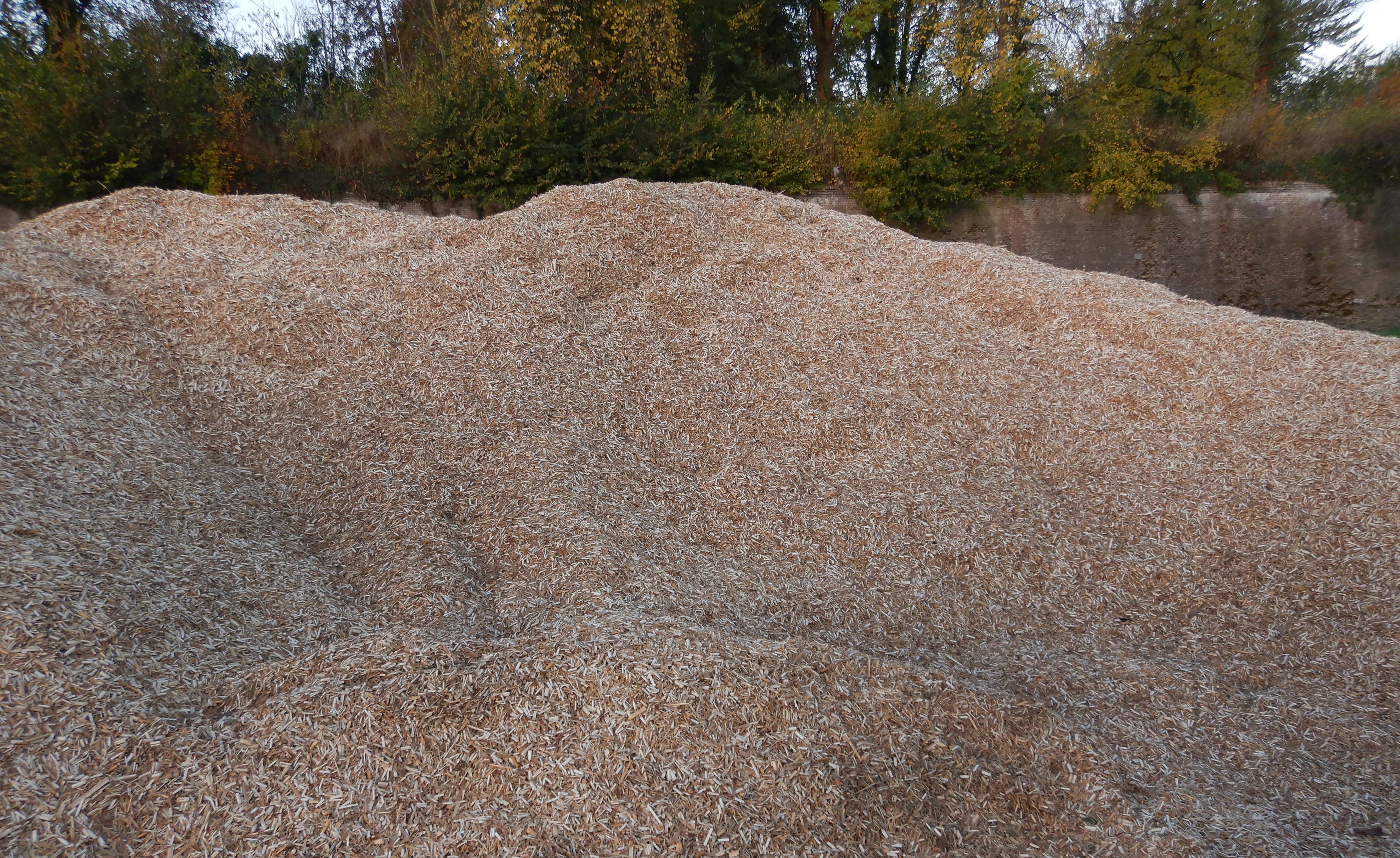
Miscanthus broyé pour être utilisé en paillage de sol (ici à Lille, en 2018).

Les avis sur les matériaux utilisables sont très divers. La manière dont un paillis organique se décompose et réagit sous l'action de l'humidité apportée par la pluie ou la rosée détermine en grande partie son efficacité.
Certains matériaux servent à la fois de mulch et d'engrais vert comme le broyat d'orties, le tourteau de ricin ou les balles de sarrasin.
- déchets organiques : Broyat, copeaux de bois (de résineux ou de feuillus), écorces ou aiguilles de pin, tontes de gazon séchées, feuilles mortes, foin, paille, sciure, papier journal déchiqueté, carton, déchets de laine, chènevotte, paillette de lin, BRF, etc. Beaucoup de ces matériaux peuvent également constituer un compost.
- compost - cela suppose un matériau complètement décomposé, dans lequel les graines d'adventices ont été détruites par le compostage, sinon le paillis risque de se transformer en un tapis de mauvaises herbes.
- paillis en plastique - il s'agit de fines feuilles de matière plastique, dans lesquelles sont pratiquées des fentes ou des ouvertures pour la plantation. Cette méthode est largement utilisée dans les cultures de légumes professionnelles à grande échelle, des millions d'hectares sont cultivés sous plastique dans le monde chaque année (si bien que l'élimination du plastique agricole est devenu un réel problème environnemental).
- films biodégradables - Divers produits biodégradables ont été mis au point comme une alternative au paillis en plastique.

Les plantes de couverture peuvent aussi faire office de paillis. Cette technique suppose de semer, en même temps que la culture principale, une plante de couverture à croissance rapide qui inhibera le développement des adventices et apportera les autres avantages d'un paillis.
Le paillage joue un rôle important dans tout système de jardinage sans bêchage ou de culture sans labour, tels qu'ils sont préconisés dans le cadre de la permaculture.

### Mulchlithique

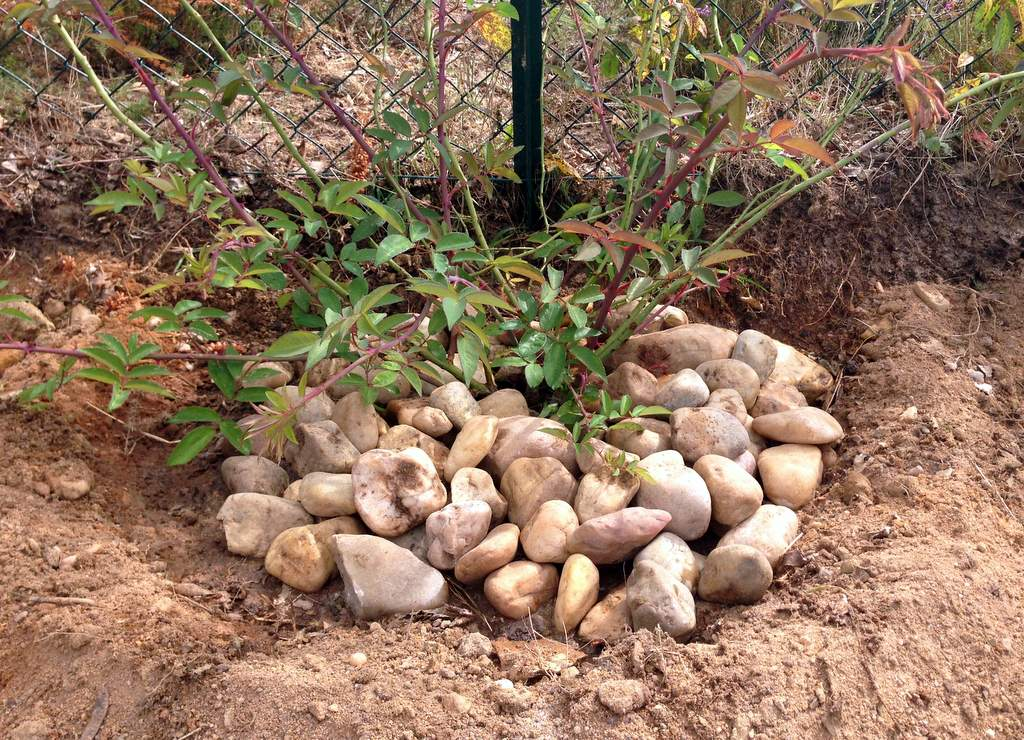
Le paillage lithique permet de freiner la pousse des adventices, de limiter l'évapotranspiration et de stabiliser la température au niveau des racines superficielles.

Historiquement, certaines cultures situées dans des zones semi-désertiques (île de Pâques, Néguev, Pérou, Sud-Ouest américain) ont utilisé la technique du « mulch lithique », qui consistait à ajouter des graviers à la couche superficielle de la terre cultivée. Cela permet de réduire l'évaporation d'eau due au soleil et au vent, diminue le ruissellement des pluies et réduit les variations de températures (moins chaud durant la journée, plus chaud la nuit). Certaines pierres peuvent même avoir un effet fertilisant, par diffusion lente de sels minéraux.
Des expériences modernes effectuées dans le sud-ouest américain à partir des plantes utilisées dans la civilisation Anasazi ont montré que les rendements étaient nettement améliorés par cette technique.
Ce type de mulch, facile à mettre en œuvre dans les terres caillouteuses, permet de consacrer toute l'eau disponible à la plante. Dans un paillis organique, le paillis absorbe une quantité plus ou moins importante de l'eau disponible.
Cette technique permet également de protéger les jeunes pousses de prédateurs divers.

## Mise en œuvre
Le paillage se fait habituellement au début de la saison de culture, et peut être renouvelé si nécessaire. Il permet d'avancer le semis ou le repiquage de certaines cultures, et favorise une croissance plus rapide des plantes. Par la suite, le paillis stabilise la température et l'humidité et empêche la germination des adventices.
Les paillis en plastique utilisés à grande échelle pour la production commerciale sont posés mécaniquement à l'aide d'appareils tirés par un tracteur ou par un dérouleur autonome. C'est en général un système mécanique complexe qui prépare et met en forme un lit de culture, déroule et tend le film en plastique dessus, enterre les bords et éventuellement implante directement des graines ou les plants à travers le film. Un système d'irrigation localisée (goutte-à-goutte), avec des goutteurs implantés sous le film, est souvent nécessaire, car le paillis en plastique est souvent imperméable à l'eau.
Dans les jardins familiaux, et le maraîchage à plus petite échelle, le paillis organique est généralement étendu manuellement autour des plantes déjà en place. Pour produire en grande quantité des matériaux de paillage (ex : foin de gazon, vrai foin, paille de céréales ou de miscanthus ou BRF) un broyeur de végétaux peut être utile pour améliorer la structure du matériau et faciliter son séchage. Un taille-haie ou une tondeuse peuvent aussi permettre de broyer de petites quantité de végétaux. 
Le paillis organique, idéalement épais de 10 à 15 cm), voire plus, est laissé en place pendant toute la saison.